# 東陽寺 (足立区)
東陽寺（とうようじ）は、東京都足立区にある曹洞宗系の単立寺院。

## 概要
1611年（慶長16年）、南翁玄舜によって開山された。元々は江戸八丁堀（現・東京都中央区八丁堀）に位置していたが、1635年（寛永12年）の火災で、浅草八軒寺町（現・東京都台東区寿2丁目）に移転、関東大震災で罹災し、1928年（昭和3年）に現在地に移転した。
境内には、戸田茂睡の「手向野の歌碑」がある。関東大震災で上部が欠落したが、1991年（平成3年）に新しい歌碑を再建した。

## 墓所
- 塩原太助（江戸時代の豪商）

三遊亭円朝の『塩原多助一代記』で知られるようになった豪商である。

## 交通アクセス
- 竹ノ塚駅より徒歩14分（経路案内）。